# 阿爾貝托·扎凱羅尼
阿爾貝托·扎凱羅尼（義大利語：Alberto Zaccheroni，義大利語發音：[alˈbɛrto dzakkeˈroːni]；1953年4月1日—），出生於義大利艾米利亞-羅馬涅梅爾多拉。
他擔任過許多意甲頂尖球隊教練，包括AC米蘭、國際米蘭、尤文圖斯等，其中領導AC米蘭在1998-99賽季義甲捧冠。另外，他也以大膽嘗試3-4-3的陣型而聞名。扎凱羅尼曾執教日本，帶領球隊奪得2011年亞洲盃冠軍。2014年巴西世界盃因日本隊首輪1勝難求，慘遭淘汰，扎凱羅尼宣布辭去日本隊總教練一職。

## 生涯
扎凱羅尼的球員生涯因為受傷早早結束，而在三十歲時接下第一份執教工作，成為切塞納蒂科的主教練。1997-98賽季，他因帶領於聯賽上排名第三並取得歐洲足協盃資格而聲名大噪。

### AC米蘭時期
他揮別後進入勁旅AC米蘭，兩位核心球員比爾霍夫和西為智也跟隨他的腳步投奔米蘭。AC米蘭前兩季表現不盡人意，排名僅於中游，但扎凱羅尼到來後的第一個賽季即帶領球隊擊敗與等隊，順利奪冠。但下個賽季，歐冠盃在小組賽即止步，聯賽上無法居於領先位置，最終第三名作收。2000-01賽季，聯賽排名下滑至第六位，歐冠盃被法國球隊巴黎圣日耳曼淘汰出局。2001春季，被老闆貝魯斯柯尼解雇，另找馬爾蒂尼救火。

### 拉齊奧時期
在被解雇的數個月後，拉齊奧找上他當主教練，接替佐夫的空缺。這支羅馬球隊的開季成績非常糟糕，但他改變了球隊的狀況，拉齊奧最終攀升到第六名，獲得歐洲足協盃參賽資格。不過在他執教期間，門迭塔、菲奧雷皆未有出色的發揮，羅馬德比中也被同城死敵AS羅馬以5比1的比分狠狠羞辱。賽季結束後，拉齊奧改由曼奇尼擔任主教練一職。

### 國際米蘭時期
扎凱羅尼又在2003-04賽季中段臨時上任，到國際米蘭接任庫珀的遺缺。球隊之前在歐冠盃主場面對阿森纳，1-5慘敗，氣氛相當低迷。不過他到聖西羅球場後，成績開始提升，聯賽排名第四爭取到歐冠盃資格。然而，國際米蘭主席莫拉蒂並未繼續沿用他，再次被曼奇尼取代。

### 都靈時期
經過兩個賽季的賦閒後，被傳有意前往英格蘭發展，到水晶宮執教，但未獲證實。2006年9月7日，他成為新任主教練，接替德比亚西。當時正值都靈成立一百週年。球團代表卡伊罗找上他擔任主教練，目標從義乙升級。雖然開季戰績不錯，但後繼無力，球隊甚至連續六連敗，最後在2007年2月26日被解雇，德比亚西回任教練。

### 尤文圖斯時期
2010年1月29日，簽下一紙短期四個月的合約，進入尤文圖斯，取代費拉拿。
2月14日，球隊3比2擊敗熱那亞，他得到在尤文圖斯執教的第一場勝利。兩週後，則是在尤文圖斯首次吞敗仗，主場0比2輸給巴勒莫，最終聯賽居於第七。
在歐洲聯賽，尤文圖斯三十二強擊敗阿賈克斯，不過接下來遭遇，首回合3比1獲勝，但次回合作客到克拉文農場球場卻1比4大敗，無緣更上層樓。

### 日本國家隊時期
2010年8月30日，日本足球協會公佈新任國家隊主教練，扎凱羅尼雀屏中選，這也是他首次帶領國家隊。前兩場比賽日本足球協會緊急任命前日本前鋒原博實擔任技術總監代理，扎凱羅尼於僅於場邊觀戰，直到日本在下一場比賽打敗世界強隊阿根廷的比賽為扎凱羅尼的初次指揮。
他的首個大賽是於卡達舉辦的2011年。他帶領的日本國家隊在過程中幾乎場場面臨逆境，不過都一一化解，闖入冠軍賽並以1比0的比分打敗澳洲贏得日本的第四座亞洲盃冠軍。
不過，2014年巴西世界盃，日本國家足球隊無緣晉級第2輪，札克羅尼宣布辭職，也說對於日本未拿1勝淘汰會負起全責。

### 北京国安时期
2015年12月30日，扎切罗尼开始在中超联赛执教北京国安队，年薪约500万美元，2016年5月18日，北京国安在主场0比2输给河北华夏幸福队后，北京球迷围堵俱乐部，扎切罗尼遭解职。该场比赛中，曾经于2014年世界杯战胜过扎切罗尼执教的日本国家队，科特迪瓦国家队主力球员热尔维尼奥亦登场进球。

## 榮譽

### 個人
- 義大利足球甲級聯賽最佳主教練: 1999

### 俱樂部
AC米蘭
- 義大利足球甲級聯賽: 1998–99

### 國家隊
日本
- 亞洲盃足球賽: 2011